# Normand Lévesque
Pour les articles homonymes, voir Lévesque.
Normand Lévesque est un acteur québécois, originaire de Rimouski dans le Bas-Saint-Laurent.

## Biographie
Normand Lévesque est diplômé du Conservatoire d'art dramatique de Montréal, promotion 1971.

## Filmographie

### Cinéma
- 1979 : Les Célébrations : Paul-Émile
- 1979 : L'Arrache-cœur : L'infirmier à la piscine
- 1991 : L'Assassin jouait du trombone : Paul
- 1993 : Matusalem : Monsieur St-Pierre
- 1994 : Louis 19, le roi des ondes  : Fonctionnaire fumeur
- 1997 : J'en suis ! : Victor
- 1997 : La Vengeance de la femme en noir : Paul Leboeuf
- 1998 : Le Cœur au poing
- 2005 : Idole instantanée
- 2006 : La Belle Bête : Professeur

### Télévision
- 1971 : Nic et Pic (série télévisée)
- 1977 : Les As (série télévisée) : Léo Maxwell
- 1980 : Frédéric (série télévisée) : Alfred Pesant
- 1982 : Métro-boulot-dodo (série télévisée) : Michel De Sève
- 1986 : La Clé des champs (série télévisée)
- 1990-1993 : Cormoran (série télévisée) : Hippolyte Belzile
- 1994 : Les grands procès (série télévisée) : Gérant de service
- 1995-2000: Les Machos (série télévisée): Fernand Jodoin
- 1999 : Juliette Pomerleau ("Juliette Pomerleau") (série télévisée) : Alexandre Portelance
- 1999-2001 : Rue l'Espérance (série télévisée) : Henry Vigneault
- 2003-2016 : L'Auberge du chien noir (série télévisée) : Carl Péloquin
- 2004 : Le Bleu du ciel (série télévisée) : Aldéo Binette
- 2006-2007 : Virginie (série télévisée) : Bertrand - père de Louise Pouliot
- 2010 : Horrorarium (série télévisée) : Edgar Renfield
- 2013 : 30 vies : Juge Caouette